# Finnische Inlinehockeynationalmannschaft
Die finnische Inlinehockeynationalmannschaft repräsentiert den Finnischen Verband auf internationaler Ebene, z. B. bei der IIHF Inlinehockey-Weltmeisterschaft.
Die Finnen konnten bei Weltmeisterschaften bisher dreimal die Goldmedaille (2000, 2001, 2003) gewinnen und elf Medaillen gewinnen (3× Gold, 4× Silber, 4× Bronze). Bei der Weltmeisterschaft 2008 ging das Team mit Rang sechs zum ersten Mal ohne Medaille nach Hause.

## Aktueller Kader
Kader bei der IIHF Inlinehockey-Weltmeisterschaft 2014 vom 1. Juni bis 7. Juni in Pardubice, Tschechien.
- Torhüter
  - 1 Sasu Hovi
  - 30 Juha Taponen

- Verteidiger
  - 21 Jouni Aalto
  - 15 Sami Markkanen
  - 77 Petri Partanen
  - 44 Tomi Penttinen
  - 81 Mikko Pukka
  - 10 Jesse Saarinen

- Stürmer
  - 20 Juho Joki-Erkkilä
  - 11 Markus Jokinen
  - 19 Janne Laakkonen
  - 18 Kari Lohtander
  - 52 Camilo Miettinen
  - 33 Ossi Pellinen
  - 14 Tomi Sallinen
  - 11 Kim Strömberg
  - 9 Marko Virtala

## Trainerstab
- Trainer:  Timo Nurmberg
- Co-Trainer:  Tatu Kattelus
- Co-Trainer:  Michael Flaherty
- Manager:  Teemu Vanhala
- Betreuer:  Pentti Saloniemi
- Betreuer:  Jari Saloniemi
- Physiotherapeut:  Mika Kangasniemi